# Wielki Gatsby (film 1926)
Wielki Gatsby (ang. The Great Gatsby) – amerykański melodramat z 1926 roku w reżyserii Herberta Brenona. Jest to pierwsza adaptacja powieści pod tym samym tytułem amerykańskiego pisarza F. Scotta Fitzgeralda.

## Główne role
- Warner Baxter jako Jay Gatsby
- Lois Wilson jako Daisy Buchanan